# 松岬神社
松岬神社（まつがさきじんじゃ）は、山形県米沢市に鎮座する神社。上杉神社の摂社。
松が岬公園（米沢城址）に位置し、上杉鷹山、上杉景勝、直江兼続、細井平洲、竹俣当綱、莅戸善政を祀る。

## 歴史
明治に入ると上杉謙信の祠堂を改めた上杉神社に合祀された米沢藩中興の大名・上杉鷹山は、明治35年（1902年）に上杉神社が別格官幣社に列せられるに際し、米沢城二の丸世子御殿跡に設けた摂社「松岬神社」へ遷されることとなった。
大正元年（1912年）9月28日には神殿が造営され、県社に列した。あわせて神餞幣公料供進神社にも指定された。大正12年（1923年）4月に米沢藩2代上杉景勝、また米沢市制施行50周年にあたる昭和13年（1938年）には、景勝の家老である直江兼続、鷹山の師・細井平洲、鷹山の下で活躍した竹俣当綱・莅戸善政を合祀し、現在に至る。 
境内東側に上杉鷹山の銅像がある（意匠は上杉神社参道に立つ像と異なる）。

## 主な神事

松岬神社横にある上杉鷹山像

- 例大祭
  - 春祭　4月30日
  - 秋祭　9月9日

## 文化財
重要文化財
- 太刀 銘助宗 拵革柄革包太刀 上杉景勝所用

## 交通アクセス
- 奥羽本線（山形新幹線）米沢駅から白布温泉行き山交バス乗車、上杉神社前下車徒歩5分。但しバスは本数が少ないため、タクシー利用が便利。
- 奥羽本線米沢駅から西へ1.7km。